# 브라이언 (가수)
브라이언(Brian, 본명: 브라이언 진택 주 (Brian Ginteak Joo), 한국 이름: 주진택(출생 당시 이름) → 주민규(개명한 이름), 1981년 1월 10일~)은 대한민국의 가수로 보이 그룹 플라이 투 더 스카이의 구성원이다.

## 학력
- Holy Spirt High School (졸업)
- 럿거스 대학교 (중퇴)
- 단국대학교 연극영화학과 (학사)

## 플라이 투 더 스카이활동
브라이언은 환희와 함께 플라이 투 더 스카이를 구성하는 멤버로 그룹에서는 보컬을 담당했다. 이들은 1999년 11월 21일, MBC 《로그인 H.O.T.》를 통해 첫 방송 데뷔를 하였고, 12월 9일 1집 앨범 《Fly To The Sky》을 발매했다. 이후 〈Day by Day〉,〈약속〉,〈Sea of Love〉, 〈Condition of My Heart〉,〈Missing You〉,〈중력〉등의 히트 곡을 발표하며 큰 사랑을 받았고, 5집 앨범 《Gravity》과 《Best Album : Eternity》을 마지막으로 2004년 SM 엔터테인먼트와의 계약이 끝남과 동시에 둥지를 피플 엔터테인먼트로 옮겼다. 2005년 드라마 《패션 70's》OST에 참여한 곡 〈가슴 아파도〉와 함께 같은 해, 12월 20일 이들은 6집 앨범 《Transition》을 발표해 〈남자답게〉,〈피〉등의 수록곡이 큰 히트를 치며 전 소속사를 떠나 성공적인 독립을 하였다. 이후 이들은 2007년 7월 4일 7집 앨범 《No Limitations》, 2008년 4월 23일 리메이크 앨범 《Recollection》과 2009년 2월 12일 8집 앨범 《Decennium》을 발표했다.
브라이언은 2006년 12월 18일에 솔로앨범 《The Brian》을 발표하고 〈가지마〉, 〈일년을 겨울에 살아〉 등을 히트 시켰다. 한때 플라이 투 더 스카이를 잠정적으로 중단하고 버라이어티 쇼의 잦은 출연과 《쇼! 음악중심》 진행 등으로 개인 솔로 활동에 주력하였으나, 2014년 플라이 투 더 스카이는 9집 앨범 《CONTINUUM》으로 컴백했다.

## 솔로 활동
브라이언은 2006년 12월 18일에 정규 1집 앨범 《The Brian》을 발매하였는데 이 앨범에는 클래식 팝, 소울, 재즈 등 많은 장르의 음악이 들어있다. 당초 이 앨범은 영어로 녹음해 발표할려 했지만 시간이 부족한 이유로 모두 한국어로 녹음하였다. 브라이언은〈가지마〉로 12월 7일 엠넷의 《엠카운트다운》에서 첫 번째 무대를 선보였다. 이외에도 그의 3곡이 음원 웹사이트 "멜론닷컴"에 공개되었다. 1월 21일 〈가지마〉는 SBS 《인기가요》 뮤티즌송에 선정되었다. 하지만 그의 바쁜 스케줄로 인해 브라이언은 성대결절의 진단을 받고 한동안 힘든 시기를 보내야 했다. 2009년 12월 10일 정규 2집 《Manifold》을 발매했다.
2010년 젤리피쉬 엔터테인먼트와 계약하였고, 이후 2011년에는 첫 번째 미니앨범 《Unveiled》과 2012년에는 두 번째 미니 앨범 《ReBorn Part 1》을 발매하였다. 브라이언은 2012년 젤리피쉬 엔터테인먼트와 계약이 끝나고 독자적으로 활동하다가, 2013년 B You 엔터테인먼트와 계약을 하였다.
브라이언은 음악 외에도 연기에도 관심이 많으며, 그는 줄곧 헐리우드에서 스타가 되는 꿈이라고 말했다. 브라이언은 이전에 헐리우드에서 활동한 비와 세븐과 같이 미국의 음악산업에 들어가는 것도 관심을 보이며 그 기회를 기다리고 있다고 한다.
브라이언은 2006년 솔로 활동을 시작한 이후부터 예능 버라이어티 쇼 MC를 맡으며 예능활동에 주력하였다. 2007년부터 MBC 《쇼! 음악중심》에 이어 2008년에는 케이블 《미남들의포차》에서 활약하였고, 2009년 9월 14일 첫 방송을 한 SBS의 환경 버라이어티 쇼 《찾아라! 녹색황금》에 MC로 출연하는 등 많은 예능활동을 펼쳤다. 그리고 10월부터 SBS 《강심장》에서 2AM의 조권과 "브라카데미"를 결성해 큰웃음을 주었다. 2010년부터는 프로젝트그룹 '써드 웨이브' 멤버로 활동하고 있다.
또한 브라이언은 아리랑 TV에서 미니시리즈 형태로 영어단락을 편안하게 한글로 풀이해주고 있다. 뿐만 아니라, 그와 실제로도 절친한 친구인 크리스와 영어로 문화, 유적지, 인기있는 관광 명소를 외국인이 말하는 한국의 기본적인 한국어를 가르치고 있다. 또한 자신이 오랫동안 바랐던 뮤지컬 공연을 하게 되었는데, 2012년 10월 27일, 미국 로스앤젤레스 슈라인 오디토리엄에서 공연된 뮤지컬 《러빙 더 사일런트 티어스》에 한국 대표로 출연해 성공적으로 공연하였다. 양준일 패션 을 입고 방송프로그램 에 출연한다

## 앨범

### 솔로
| 종류 | 음반정보                                                          | 타이틀                             |
| ---- | ----------------------------------------------------------------- | ---------------------------------- |
| OST  | - 드라마 《패션 70's》 - 발매일 : 2005년 5월 31일                 | - 가슴 아파도...                   |
| 정규 | - 1집 《The Brian》 - 발매일 : 2006년 12월 19일                   | - 일년을 겨울에 살아 - 가지마      |
| OST  | - 드라마 《헬로! 애기씨》 - 발매일 : 2007년 4월 29일              | - 매일 난.. (Love Theme)           |
| 정규 | - 2집 《Manifold》 - 발매일 : 2009년 12월 10일                    | - 내 여자 (Feat. 슈프림팀)         |
| 싱글 | - In My Head - 발매일 : 2010년 3월 4일                            | - In My Head                       |
| OST  | - 드라마 《이웃집 웬수 OST Part.1》 - 발매일 : 2010년 5월 28일    | - 휴 (休)                          |
| 미니 | - 1집 《Unveiled》 - 발매일 : 2011년 4월 7일                      | - 사랑하다 끝났어                  |
| OST  | - 드라마 《보스를 지켜라 OST Part.8》 - 발매일 : 2011년 9월 7일   | - 못가요                           |
| 미니 | - 2집 《ReBorn Part 1》 - 발매일 : 2012년 1월 26일                | - 너 따윈 버리고 (Feat. 타이거 JK) |
| OST  | - 드라마 《일년에 열두남자 OST Part.3》 - 발매일 : 2012년 3월 6일 | - 백마를 두고 온 왕자              |
| 싱글 | - The Artist Diary Project Part 3 - 발매일 : 2013년 8월 21일      | - Pretty Woman (Feat. 마리오)      |
| OST  | - 영화 《설해 OST》 - 발매일 : 2014년 12월 22일                   | - 굿바이 그대 (Good Bye Dear)      |
| 미니 | - The Message Part 3 - 발매일 : 2015년 7월 24일                   | - 주님과 같이 (with 여니엘)        |
| OST  | - 드라마 《연남동539 OST》 - 발매일 : 2018년 2월 7일              | - 뛰어봤자 벼룩                    |

### 참여 앨범
- 2008년 ShowHow 첫번째 미니앨범 - New day (With Brian)
- 2009년 Evil Time (EP) - Evil Time (Feat. Brian Of Fly To The Sky)
- 2009년 Big Show - 내 사람이 돼줘요 (With. 브라이언 Of Fly To The Sky)
- 2010년 Jelly Christmas - Christmas Time
- 2010년 우린 친구가 될 수 없어 (Digital Single) - 우린 친구가 될 수 없어 With.리사
- 2011년 프로포즈 (Propose) - Shine (On Your Heart)
- 2011년 Jelly Christmas 2011 - 모두에게 크리스마스
- 2014년 OST King - 그리움을 안은채
- 2015년 The Message Part 3 - 주님과 함께
- 2015년 The Message: 세움 - 세움

## 방송 활동

### MC 활동
| 기간                                                              | 방송 프로그램                  |
| ----------------------------------------------------------------- | ------------------------------ |
| 2006년 5월 4일 ~ 2007년 11월 3일                                  | MBC 《쇼! 음악중심》           |
| 2008년 3월 12일 ~ 2008년 8월 28일                                 | KBS 조이 《미남들의 포차》     |
| 2008년 10월 3일                                                   | KBS 《2008 아시아송 페스티벌》 |
| 2009년 9월 14일 ~ 2010년 4월 5일                                  | SBS 《찾아라! 녹색황금》       |
| 2010년 1월 1일 ~ 2010년 1월 29일                                  | SBS 《절친노트3》              |
| 2011년 10월 9일 ~ 2012년 3월 4일                                  | OBS 경인TV 《웨이브 K》        |
| 2012년 3월 18일 ~ 2012년 6월 10일                                 | MBC 《일밤 - 남심여심》        |
| 2012년 4월 12일 ~ 2012년 5월 31일                                 | 엠넷 《마이돌》                |
| 2012년 11월 3일 ~ 2013년 2월 2일                                  | 라이프N 《루비 슬리퍼》        |
| 2012년 ~ 2013년                                                   | MBC 《찾아라! 맛있는 TV》      |
| 2013년 3월 7일 ~ 5월 16일                                         | XTM 《남자의 기술》            |
| 2014년 9월 7일 ~ 9월 8일                                          | JTBC 《동갑내기》              |
| 2016년 ~ 2017년                                                   | 브라이언, 강예빈의 좋아요      |
| 2017년 9월 20일 ~ 2017년 10월 5일                                 | 나혼자간다 여행                |
| 2017년 8월 16일 ~ 2018년 3월 28일                                 | 뷰티 앤 부티 시존 1            |
| 2024년 4월 1일 ~ 2024년 4월 8일 2024년 8월 13일 ~ 2024년 10월 8일 | MBC 《청소광 브라이언》        |

### 예능 프로그램
| 연도   | 방송사                           | 제목                                | 날짜                                | 비고     |
| ------ | -------------------------------- | ----------------------------------- | ----------------------------------- | -------- |
| 2001   | KBS1                             | 《가족오락관》                      | 2001년 6월 2일                      | 게스트   |
| 2002   | KBS2                             | 《해피투게더 시즌1》                | 2002년 8월 22일                     | 게스트   |
| 2002   | KBS2                             | 《산장미팅 장미의 전쟁1》           | 2002년 11월 2일 ~ 2003년 1월 4일    | 게스트   |
| 2003   | KBS2                             | 《산장미팅 장미의 전쟁2》           | 2003년 4월 26일 ~ 2003년 5월 10일   | 게스트   |
| 2004   | MBC                              | 《누구누구》                        | 2004년 3월 6일                      | 게스트   |
| 2005   | SBS                              | 《X맨》                             | 2005년 1월 16일                     | 게스트   |
| 2005   | SBS                              | 《X맨》                             | 2005년 1월 23일                     | 게스트   |
| 2005   | SBS                              | 《리얼로망스 연애편지》             | 2005년 2월 19일                     | 게스트   |
| 2005   | SBS                              | 《리얼로망스 연애편지》             | 2005년 2월 26일                     | 게스트   |
| 2006   |                                  |                                     |                                     |          |
| SBS    | 《X맨》                          | 2006년 1월 22일 ~ 2006년 1월 29일   | 게스트                              |          |
| SBS    | 《좋은 사람 있으면 소개시켜 줘》 | 2006년 1월 22일                     | 게스트                              |          |
| SBS    | 《리얼로망스 연애편지》          | 2006년 2월 25일                     | 게스트                              |          |
| SBS    | 《X맨》                          | 2006년 2월 26일 ~ 2006년 3월 5일    | 게스트                              |          |
| SBS    | 《X맨》                          | 2006년 3월 26일 ~ 2006년 4월 2일    | 게스트                              |          |
| KBS2   | 《스타 골든벨》                  | 2006년 4월 8일                      | 게스트                              |          |
| MBC    | 《소년탐구생활》                 | 2006년 4월 22일                     | 게스트                              |          |
| KBS2   | 《상상플러스》                   | 2006년 5월 2일                      | 게스트                              |          |
| MBC    | 《검색대왕》                     | 2006년 5월 21일 ~ 2006년 5월 28일   | 게스트                              |          |
| SBS    | 《리얼로망스 연애편지》          | 2006년 6월 10일 ~ 2006년 10월 21일  | 게스트                              |          |
| MBC    | 《강추학교》                     | 2006년 6월 17일 ~ 2006년 7월 1일    | 게스트                              |          |
| MBC    | 《이경규의 돌아온 몰래카메라》   | 2006년 7월 23일                     | 게스트                              |          |
| SBS    | 《야심만만》                     | 2006년 7월 3일 ~ 2006년 7월 10일    | 게스트                              |          |
| MBC    | 《황금어장 - OK극장》            | 2006년 7월 28일                     | 게스트                              |          |
| MBC    | 《동안클럽》                     | 2006년 7월 23일 ~ 2006년 10월 22일  | 게스트                              |          |
| KBS    | 《스타 골든벨》                  | 2006년 10월 8일                     | 게스트                              |          |
| SBS    | 《X맨》                          | 2006년 11월 19일 ~ 2006년 11월 26일 | 게스트                              |          |
| SBS    | 《선택남녀》                     | 2006년 11월 25일 ~ 2006년 12월 23일 | 게스트                              |          |
| SBS    | 《야심만만》                     | 2006년 12월 18일                    | 게스트                              |          |
| KBS    | 《스타 골든벨》                  | 2006년 12월 23일 ~ 2007년 1월 27일  | 게스트                              |          |
| MBC    | 《말 달리자》                    | 2006년 12월 24일                    | 게스트                              |          |
| SBS    | 《X맨》                          | 2006년 12월 24일 ~ 2006년 12월 31일 | 게스트                              |          |
| 2007   | KBS2                             | 《상상플러스》                      | 2007년 1월 2일                      | 게스트   |
| 2007   | MBC                              | 《황금어장 - OK극장》               | 2007년 1월 3일                      | 게스트   |
| 2007   | KBS2                             | 《스펀지》                          | 2007년 1월 6일                      | 게스트   |
| 2007   | MBC                              | 《김용만의 종합병원》               | 2007년 1월 27일                     | 게스트   |
| 2007   | SBS                              | 《X맨》                             | 2007년 1월 28일                     | 게스트   |
| 2007   | MBC                              | 《동안클럽》                        | 2007년 1월 28일                     | 게스트   |
| 2007   | MBC                              | 《이경규의 돌아온 몰래카메라》      | 2007년 1월 28일                     | 게스트   |
| 2007   | MBC                              | 《말 달리자》                       | 2007년 4월 8일                      | 게스트   |
| 2007   | SBS                              | 《X맨》                             | 2007년 2월 11일                     | 게스트   |
| 2007   | MBC                              | 《경제야 놀자》                     | 2007년 2월 17일                     | 게스트   |
| 2007   | MBC                              | 《느낌표!》                         | 2007년 3월 17일                     | 게스트   |
| 2007   | SBS                              | 《슈퍼 바이킹》                     | 2007년 3월 17일                     | 게스트   |
| 2007   | KBS2                             | 《해피 투게더》                     | 2007년 7월 12일                     | 게스트   |
| 2007   | SBS                              | 《작렬! 정신통일》                  | 2007년 7월 21일                     | 게스트   |
| 2007   | MBC                              | 《환상의 짝꿍》                     | 2007년 9월 30일                     | 게스트   |
| 2007   | SBS                              | 《대결 8대 1》                      | 2007년 10월 4일                     | 게스트   |
| 2007   | KBS2                             | 《스타골든벨》                      | 2007년 10월 20일                    | 게스트   |
| 2007   | SBS                              | 《진실게임》                        | 2007년 11월 6일                     | 게스트   |
| 2007   | SBS                              | 《대결 8대 1》                      | 2007년 11월 1일                     | 게스트   |
| 2007   | KBS2                             | 《두뇌왕 아이슈타인》               | 2007년 11월 11일                    | 게스트   |
| 2008   | KBS2                             | 《스타골든벨》                      | 2008년 5월 10일                     | 게스트   |
| 2008   | MBC                              | 《스타의 친구를 소개합니다》        | 2008년 6월 28일                     | 게스트   |
| 2008   | SBS                              | 《패밀리가 떴다》                   | 2008년 6월 29일 ~ 2008년 7월 6일    | 게스트   |
| 2008   | SBS                              | 《절친노트》                        | 2008년 11월 28일 ~ 2008년 12월 12일 | 게스트   |
| 2009   | MBC                              | 《내 딸의 남자》                    | 2009년 3월 20일                     | 게스트   |
| 2009   | MBC                              | 《놀러와》                          | 2009년 8월 26일                     | 게스트   |
| 2009   | SBS                              | 《찾아라! 녹색황금》                | 2009년 9월 14일 ~ 2009년 10월 19일  | MC       |
| 2009   | SBS                              | 《강심장》                          | 2009년 10월 6일 ~ 2009년 12월 22일  | 게스트   |
| 2010   | SBS                              | 《절친노트》                        | 2010년 1월 1일 ~ 2010년 1월 29일    | MC       |
| 2010   | MBC                              | 《세바퀴》                          | 2010년 1월 2일                      | 게스트   |
| 2010   | SBS                              | 《강심장》                          | 2010년 1월 5일 ~ 2010년 4월 13일    | 게스트   |
| 2010   | SBS                              | 《퀴즈! 육감대결》                  | 2010년 2월 7일                      | 게스트   |
| 2010   | KBS2                             | 《출발 드림팀》                     | 2010년 2월 24일                     | 게스트   |
| 2010   | MBC                              | 《놀러와》                          | 2010년 3월 15일                     | 게스트   |
| 2010   | KBS2                             | 《출발 드림팀》                     | 2010년 2월 24일 ~ 2010년 4월 4일    | 게스트   |
| 2010   | MBC                              | 《환상의 짝꿍》                     | 2010년 5월 2일                      | 게스트   |
| 2010   | KBS 조이                         | 《어깨동무》                        | 2010년 5월 2일 ~ 2011년 1월 7일     | 게스트   |
| 2010   | 엠넷                             | 《슈퍼스타K2》                      | 2010년 8월 6일                      | 심사위원 |
| 2010   | KBS                              | 《해피투게더》                      | 2010년 8월 26일                     | 게스트   |
| 2011   | KBS2                             | 《스쿨 버라이어티 백점만점》        | 2011년 4월 9일                      | 게스트   |
| 2011   | 엠넷                             | 《비틀즈 코드》                     | 2011년 4월 14일 ~ 2011년 4월 21일   | 게스트   |
| 2011   | MBC                              | 《세바퀴》                          | 2011년 4월 16일                     | 게스트   |
| 2011   | 엠넷                             | 《비틀즈 코드》                     | 2011년 4월 14일 ~ 2011년 4월 21일   | 게스트   |
| 2011   | MBC Every1                       | 《미인도》                          | 2011년 4월 22일                     | 게스트   |
| 2011   | KBS2                             | 《명 받았습니다》                   | 2011년 5월 14일                     | 게스트   |
| 2011   | KBS2                             | 《대국민 토크쇼 안녕하세요》        | 2011년 5월 30일                     | 게스트   |
| 2011   | KBS2                             | 《시크릿》                          | 2011년 6월 25일 ~ 2011년 7월 2일    | 게스트   |
| 2011   | KBS1                             | 《도전! 골든벨》                    | 2011년 12월 25일                    | 게스트   |
| 2012   | KBS 조이                         | 《더 체어 코리아 시즌2》            | 2012년 3월 28일                     | 게스트   |
| 2012   | KBS2                             | 《대국민 토크쇼 안녕하세요》        | 2012년 4월 16일                     | 게스트   |
| 2012   | KBS2                             | 《출발 드림팀》                     | 2012년 2월 5일 ~ 2012년 2월 17일    | 게스트   |
| 2012   | SBS                              | 《도전 1000곡》                     | 2012년 11월 28일                    | 게스트   |
| 2013   | KBS2                             | 《출발 드림팀》                     | 2013년 2월 3일 ~ 2013년 3월 24일    | 게스트   |
| 2013   | MBC                              | 《블라인드 테스트 180°》            | 2013년 2월 5일                      | 게스트   |
| 2013   | MBC                              | 《이것이 마술이다》                 | 2013년 2월 17일                     | 게스트   |
| 2013   | MBC Every1                       | 《무한걸스》                        | 2013년 2월 25일 ~ 2013년 5월 27일   | 게스트   |
| 2013   | QTV                              | 《순위 정하는 여자》                | 2013년 5월 9일                      | 게스트   |
| 2013   | KBS2                             | 《위기탈출 넘버원》                 | 2013년 8월 26일                     | 게스트   |
| 2013   | SBS                              | 《맨발의 친구들》                   | 2013년 10월 13일                    | 게스트   |
| 2013   | MBC Every1                       | 《무한걸스》                        | 2013년 11월 18일                    | 게스트   |
| 2013   | JTBC                             | 《집밥의 여왕》                     | 2013년 12월 22일                    | 게스트   |
| 2013   | On Style                         | 《펫토리얼리스트》                  | 2014년 1월 18일                     | 게스트   |
| 2014   | SBS                              | 《패션왕 코리아》                   | 2014년 1월 12일                     | 게스트   |
| 2014   | SBS                              | 《패션왕 코리아》                   | 2014년 1월 12일                     | 게스트   |
| 2014   | KBS2                             | 《비타민》                          | 2014년 6월 4일                      | 게스트   |
| 2014   | JTBC                             | 《학교 다녀오겠습니다》             | 2014년 7월 12일 ~ 2014년 9월 6일    | 게스트   |
| 2014   | MBC Every1                       | 《우리집에 연예인이 산다2》         | 2014년 7월 31일                     | 게스트   |
| 2014   | MBC                              | 《띠동갑내기 과외하기》             | 2014년 10월 31일                    | 게스트   |
| 2014   | TvN                              | 《현장토크쇼 택시》                 | 2014년 12월 2일                     | 게스트   |
| 2015   | KBS2                             | 《설특집 스타는 투잡중》            | 2015년 2월 21일                     | 게스트   |
| 2015   | MBC                              | 《라디오 스타》                     | 2015년 2월 25일                     | 게스트   |
| 2015   | MBC                              | 《세바퀴》                          | 2015년 4월 11일                     | 게스트   |
| 2015   | KBS2                             | 《위기탈출 넘버원》                 | 2015년 4월 20일                     | 게스트   |
| 2015   | SBS                              | 《영재발굴단》                      | 2015년 5월 20일                     | 게스트   |
| 2015   | On Style                         | 《더 바디쇼》                       | 2015년 7월 20일                     | 게스트   |
| 2016   | 트렌디                           | 《여행을 계획하는 자 : 플랜맨》     | 2016년 6월 12일 ~ 2016년 6월 26일   | 게스트   |
| 2016   | MBC                              | 《마이 리틀 텔레비전》              | 2016년 10월 29일                    | 출연자   |
| 2016   | MBC                              | 《마이 리틀 텔레비전》              | 2016년 11월 5일                     | 출연자   |
| 2016   | KBS2                             | 《해피투게더》                      | 2016년 12월 1일                     | 게스트   |
| 2017   | 채널A                            | 《이제만나러갑니다》                | 2017년 3월 26일                     | 게스트   |
| 2017   | JTBC                             | 《진짜 의사가 돌아왔다》            | 2017년 5월 8일                      | 게스트   |
| 2017   | TV조선                           | 《모란봉클럽》                      | 2017년 6월 3일                      | 게스트   |
| 2017   | KBS2                             | 《내여자의 핸드폰》                 | 2017년 7월 28일 ~ 2017년 7월 29일   | 게스트   |
| 2017   | KBS2                             | 《해피투게더》                      | 2017년 9월 14일                     | 게스트   |
| 2017   | MBN                              | 《엄지의 제왕》                     | 2017년 10월 25일                    | 게스트   |
| 2019   | SBS 플러스                       | 《좋은 친구들》                     | 2019년 9월 29일 ~                   | 출연     |
| 2019   | 채널A                            | 《리와인드 - 시간을 달리는 게임》   | 2019년 12월 18일 ~ 12월 25일        | 출연     |
| 2020   | MBC                              | 《구해줘! 홈즈》                    | 2020년 2월 2일                      | 출연     |
| 2023   | SBS                              | 《강심장 VS》                       | 2023년 12월 19일                    | 게스트   |
| 2024   | MBC                              | 《황금어장 라디오스타》             | 2024년 1월 3일                      | 게스트   |
| 2024   | tvN                              | 《놀라운 토요일》                   | 2024년 1월 6일                      | 게스트   |
| 2024   | MBC                              | 《구해줘! 홈즈》                    | 2024년 1월25일                      | 게스트   |
| 2024   | SBS                              | 《신발 벗고 돌싱포맨》              | 2024년 1월 30일                     | 게스트   |
| 2024   | MBC                              | 《구해줘!홈즈》                     | 2024년 4월 25일                     | 출연     |
| 2024   | MBC                              | 《청소광 브라이언》                 | 2024년 4월 25일                     | 출연     |
| 2025년 | MBC 에브리원                     | 《히든아이》                        | 2025년 6월 9일                      | 게스트   |

### 라디오 DJ
- SBS 파워 FM 《플라이투더스카이의 텐텐클럽》 (2002년 12월 21일 ~ 2004년 5월 2일)

당시 브라이언이 2003년 4월에 중도 하차하면서, 환희가 홀로 텐텐클럽 진행을 맡게 되었고, 이때부터 《환희의 텐텐클럽》으로 명칭이 변경되었다.
- TBS eFM 《What's Poppin》 (2013년 3월 19일 ~ 2015년 9월 12일)

### 뮤지컬 및 드라마
- 2002년 SBS 시트콤 《오렌지》 특별출연
- 2011년 MBC 드라마 《최고의 사랑》 - 강민 역 (특별출연)
- 2011년 《렌트》 - 마크 역
- 2012년 E채널 시트콤 《단단한 가족》 특별출연
- 2012년 《Loving the Silent Tears》 - The King of the Joseon Dynasty of Korea 역
- 2013년 《남자가 사랑할 때》 - 은수 역
- 2013년 《힐링하트 시즌3 꼬리많은남자》 - 도일 역
- 2015년 OCN 드라마 《아름다운 나의신부》 - 람보르기니 된장남 역 (특별출연)
- 2015년 《바람처럼 불꽃처럼》 - 박제상 역
- 2018년 MBN 드라마 《연남동 539》 - 라이언 역

### 홍보대사
- 2007년 구세군 자선냄비 홍보대사
- 피풀크리에이티브 이사
- 2010년 2010 한류스타 라이센싱 상품박람회 홍보대사
- 2010년 명예 소방대원

## 수상
| 연도   | 수상 내역                                                                       |
| ------ | ------------------------------------------------------------------------------- |
| 2006년 | - 《MBC 방송연예대상》 인기상                                                   |
| 2024년 | - 《브랜드 고객충성도 대상》 웹예능MC(남) - 《MBC 방송연예대상》디지털 콘텐츠상 |

### 가요 프로그램 1위
| 연도            | 수상 내역 (총 1회)                                |
| --------------- | ------------------------------------------------- |
| 2007년 (총 1회) | - 가지마 (총 1회) - 1월 21일 SBS 《인기가요》 1위 |